# Villebon
Villebon – miejscowość i gmina we Francji, w Regionie Centralnym, w departamencie Eure-et-Loir.
Według danych na rok 1990 gminę zamieszkiwało 45 osób, a gęstość zaludnienia wynosiła 21 osób/km² (wśród 1842 gmin Regionu Centralnego Villebon plasuje się na 1067. miejscu pod względem liczby ludności, natomiast pod względem powierzchni na miejscu 1417.).